# Орден Леопольда (Австрія)
Орден Леопольда або Австрійський Імператорський орден Леопольда — австрійський і австро-угорський орден, заснований 8 січня 1808 року імператором Францом І.

## Історія
На момент установлення ордена Леопольда в Австрії було лише два ордена за заслуги — військовий і цивільний. підготовка до заснування нового ордена розпочалася у 1806 році. Із декількох варіантів назв було обрано найменування ордена на честь батька імператора Франца І — імператора Леопольда II, мало відомого в історії через своє короткотривале дволітнє правління. Орден був заснований 8 січня 1808 року в день заручин імператора Франца І з його третьою дружиною Марією Людовікою, герцогинею Моденською. Імператор Франц І дуже любив свій орден і називав кавалерів Великого хреста своїми «кузенами».

## Ступені
Орден мав чотири ступені:
- Великий хрест (нім. Großkreuz)
  - Хрест І ступеня (з 1901 року)
- Командорський хрест (нім. Komture)
- Лицарський хрест (нім. Ritter)

Спочатку орден мав три ступені: Кавалер Великого хреста, кавалер командорського хреста і кавалер лицарського хреста. У 1901 році Великий хрест був розділений на два ступені: Великий хрест і І ступінь.
Орден вручали за громадянські і військові заслуги перед імператором і державою, а також за заслуги в галузі наук, мистецтва і літератури, так, наприклад, командорським хрестом був нагороджений Йоганн Вольфганг Гете.
|         |          |                         |
| Ступені |          |                         |
| Лицар   | Командор | Кавалер Великого хреста |